# Francis Malone
Francis Ignatius Malone, né le 1er septembre 1950 à Philadelphie, est un évêque catholique américain, nommé évêque de Shreveport depuis le 19 novembre 2019. En plus de l'anglais, il parle espagnol.

## Biographie
Francis Malone suit sa scolarité dans des écoles diocésaines, puis à la McGehee High School de McGehee (Arkansas) qu'ils termine en 1968. Il obtient un diplôme en Histoire de l'université de Dallas (1973), puis il continue ses études ecclésiastiques dans le même établissement (1977) conclues par un Master of Divinity et un Master en éducation.

### Prêtre
Francis Malone est ordonné prêtre le 21 mai 1977 pour le diocèse de Little Rock (Arkansas). Il est nommé vicaire de la paroisse Saint-Michel de West Memphis, et du Sacré-Cœur-de-Jésus de Crawfordsville (1977-1980), ensuite de Notre-Dame-des-Âmes-du-Purgatoire de Little Rock et de la paroisse de la Sainte-Croix de Sheridan (1980-1981). Il est par la suite vicaire de Saint-Patrick de Little Rock (1981-1983), tout en enseignant au Mount St. Mary Academy (1980-1983), puis vicaire de Saint-Vincent-Paul de Rogers, où il est aussi aumônier du Rogers Memorial Hospital, puis il est curé de Saint-Jean de Huntsville (1983-1984). Après avoir travaillé à la paroisse de l'Immaculée-Conception de Little Rock, il est curé de Sainte-Marie-du-Mont de Horseshoe Bend et de Saint-Michel de Cherokee Village (1985-1987). Entre 1987 et 1989, il reprend ses études en droit canonique, obtenant une licence de droit canonique de l'Université catholique d'Amérique (1989).
Francis Malone est nommé recteur de la cathédrale Saint-André de Little Rock (1989-1996), puis curé à Little Rock de l'Immaculée-Conception et de Sainte-Anne (1996-2001), puis du Christ-Roi (2001-2019). En 1998, Francis Malone est élevé au rang honorifique de prélat de Sa Sainteté, puis de protonotaire apostolique, en 2010.
En outre, Francis Malone exerce comme chancelier et vice-official (1990-2002), vicaire général (2002-2006) et chancelier du diocèse (2008-2019) ; il est membre du comité du personnel du clergé (1983 et 1993-2019), du conseil presbytéral (1991-2019), du collège des consulteurs (1992-2019), directeur de la communication, Managing Editor du journal diocésain (1995) et juge au tribunal provincial (2002) et vicaire judiciaire du tribunal diocésain.

## Évêque

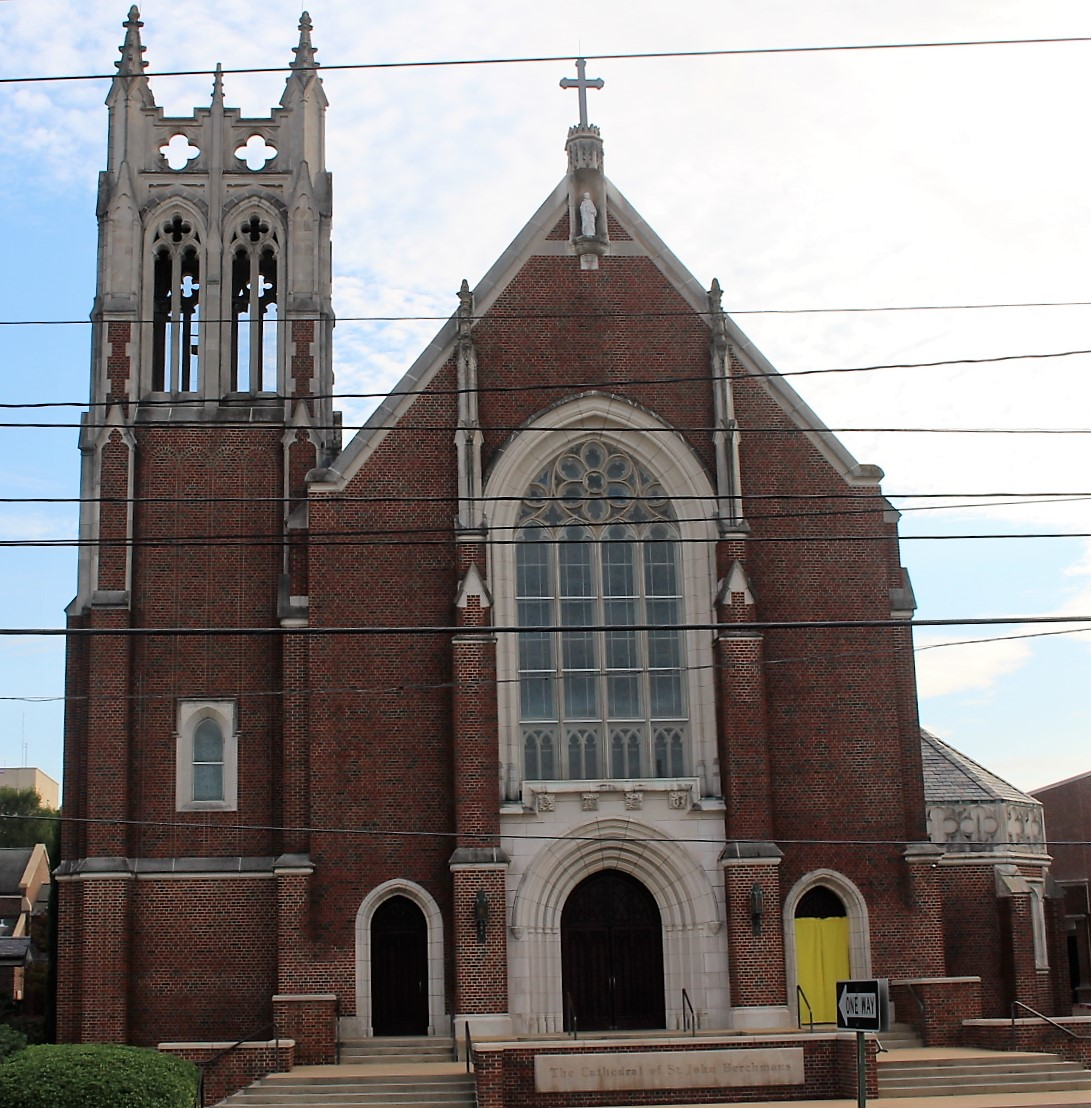
Cathédrale de Shreveport.

Le pape François nomme Mgr Malone évêque de Shreveport, le 19 novembre 2019,. La date de sa consécration et de son installation est le 28 janvier 2020, à la cathédrale de Shreveport.
Le diocèse de Shreveport se trouve dans l'État de Louisiane et compte une population totale de  812 200 habitants, dont 41 335 sont catholiques.